# HeeksCAD
HeeksCAD è un software CAD software libero scritto in C++. Utilizza le librerie Open CASCADE Technology internamente per la modellazione 3D e wxWidgets come suoi widget toolkit.

## Caratteristiche
HeeksCAD supporta cuboidi, sfere, cilindri e coni come base dei solidi 3D. Ulteriori oggetti geometrici possono essere creati da figure base o collegando forme 2D.
HeeksCAD fa un uso estensivo di sistema di coordinate locali.  Per esempio questi sono utilizzati per definire il piano di disegno e la direzione di un'estrusione.
Il programma può essere esteso con plug-in aggiuntivi. I plugin sono disponibili per script in Python, fresatrice e modellazione libera delle superfici NURBS. L'estensione HeeksCNC permette di usare programmi per macchine utensili a controllo numerico computerizzato.